# Шульгановка
Шульгановка (укр. Шульганівка) — село в Нагорянской сельской общине Чортковского района Тернопольской области Украины.
Население по переписи 2001 года составляло 596 человек. Почтовый индекс — 48509. Телефонный код — 3552.